# Payment rail
Un payment rail este o platformă de plată sau o rețea de plată care mută bani de la un plătitor la un beneficiar. Oricare dintre părți poate fi un consumator sau o afacere, iar ambele părți pot muta fonduri în rețea.  Credit card rails reprezintă sistemul de plată cu cardul de credit. Blockchain este considerat un tip mai nou de payment rail, la fel ca și sistemele de plată electronice centralizate precum PayPal, Venmo și Zelle .   Dacă fondurile transferate sunt disponibile imediat, un payment rail este denumit ca real-time rail . 